# Pataskala
Pataskala é uma cidade localizada no estado norte-americano de Ohio, no Condado de Licking.

## Demografia
Segundo o censo norte-americano de 2000, a sua população era de 10.249 habitantes.
Em 2006, foi estimada uma população de 12.643, um aumento de 2394 (23.4%).

## Geografia
De acordo com o United States Census Bureau tem uma área de
73,9 km², dos quais 73,8 km² cobertos por terra e 0,1 km² cobertos por água. Pataskala localiza-se a aproximadamente 324 m acima do nível do mar.

## Localidades na vizinhança
O diagrama seguinte representa as localidades num raio de 16 km ao redor de Pataskala.